# Campeonato Catarinense de Futebol de 2016 - Série B
A Série B do Campeonato Catarinense de Futebol de 2016 foi a 30ª edição do segundo nível do futebol catarinense. Realizada e organizada pela Federação Catarinense de Futebol, a competição foi disputada por dez clubes entre os dias 16 de julho e 27 de novembro.
No dia 30 de Outubro de 2016, com duas rodadas de antecedência, o Almirante Barroso, garantiu o acesso a Série A do Catarinense 2017, ao empatar com o Juventus de Jaraguá em casa por 2 a 2, sendo assim, o primeiro clube a garantir o acesso. Mais tarde, no mesmo dia, o Atlético Tubarão goleou o Porto-SC por 9 a 1 e foi a segunda equipe a garantir o acesso a Série A do Catarinense.

## Equipes Participantes
| Equipe             | Município          | Em 2015       | Estádio                            | Capacidade | Títulos           |
| ------------------ | ------------------ | ------------- | ---------------------------------- | ---------- | ----------------- |
| Atlético Tubarão   | Tubarão            | 3º            | Estádio Domingos Silveira Gonzales | 2.000      | ---               |
| Barra              | Balneário Camboriú | 1º (Série C)  | Augusto Bauer                      | 5.000      | ---               |
| Concórdia          | Concórdia          | 4º            | Domingos Machado de Lima           | 3.161      | 1991              |
| Hercílio Luz       | Tubarão            | 7º            | Aníbal Costa                       | 3.570      | ---               |
| Jaraguá            | Jaraguá do Sul     | 3º (Série C)  | João Marcatto                      | 5.270      | ---               |
| Juventus           | Jaraguá do Sul     | 5º            | João Marcatto                      | 5.270      | ---               |
| Marcílio Dias      | Itajaí             | 10º (Série A) | Hercílio Luz                       | 6.010      | 1999, 2010 e 2013 |
| *Almirante Barroso | Itajaí             | 2º (Série C)  | Camilo Mussi                       | 1.160      | 2016              |
| Operário de Mafra  | Mafra              | 8º            | Alfredo Herbst                     | 2.500      | ---               |
| Porto              | Porto União        | 9º            | Municipal Antiocho Pereira         | 1.100      | ---               |

 *Fusão com o SC Litoral 

## Regulamento
O campeonato é dividido em duas fases distintas:
- Fase inicial: As 10 equipes jogam entre si em turno e returno. Os dois clube que apresentarem a melhor campanha na primeira fase disputarão o Catarinense da Série A de 2017 além de estarem na final da competição. O último colocado na classificação geral será rebaixado para a série C de 2017.
- Final: Nesta fase os dois clubes jogam em partidas de ida e volta e aquele que apresentar mais pontos na fase final, levando-se em consideração o saldo de gols, será declarado Campeão Catarinense da Série B de 2016, se houver empate de pontos e gols, o segundo jogo terá uma prorrogação de 30 minutos com o placar zerado e se esta não resolver, o mandante do segundo jogo (aquele que apresentou maior pontuação nas 3 fases anteriores) será considerado vencedor.[2]

## Primeira Fase
*O Operário de Mafra perdeu 3 pontos por decisão do TJD/SC (Processo 295/2016) 
|  |                       |
|  | Classificado a final. |

|  |                             |
|  | Rebaixado à Série C de 2017 |

## Final
O time de melhor campanha na classificação geral tem o direito do mando de campo na segunda partida da final, além da vantagem do resultado de empate ao final dos critérios de desempate.

### Partida de ida
| 20 de Novembro | Almirante Barroso            | 3 – 1  | Atlético Tubarão   | Estádio Camilo Mussi, Itajaí       |
| 16:00          | Safira 40' 44' · Douglas 52' | Súmula | Everton Junior 54' | Público: 329 Árbitro: Célio Amorim |

### Partida de volta
| 27 de Novembro | Atlético Tubarão | 1 – 0  | Almirante Barroso | Estádio Domingos Silveira Gonzales, Tubarão |
| 16:00          | Brasão 27'       | Súmula |                   | Público: 1 867 Árbitro: Héber Roberto Lopes |

## Premiações
| Campeonato Catarinense Série B 2016   |
| Itajaí                                |
| ------------------------------------- |
| Almirante Barroso Campeão (1º título) |

## Maiores Públicos
|    | Rodada | Equipe Mandante   | Equipe Visitante  | Público Pagante |
| 1  | 2ª     | Hercílio Luz      | Atlético Tubarão  | 2905            |
| 2  | 11ª    | Atlético Tubarão  | Hercílio Luz      | 1975            |
| 3  | 13ª    | Atlético Tubarão  | Operário de Mafra | 1483            |
| 4  | 3ª     | Atlético Tubarão  | Marcílio Dias     | 1411            |
| 5  | 16ª    | Atlético Tubarão  | Porto             | 1345            |
| 6  | 1ª     | Jaraguá           | Juventus          | 1303            |
| 7  | 14ª    | Atlético Tubarão  | Jaraguá           | 1181            |
| 8  | 4ª     | Marcílio Dias     | Almirante Barroso | 1035            |
| 9  | 6ª     | Atlético Tubarão  | Barra             | 781             |
| 10 | 1ª     | Almirante Barroso | Porto             | 772             |
| -- | ------ | ----------------- | ----------------- | --------------- |